# Prostitution i Marocko

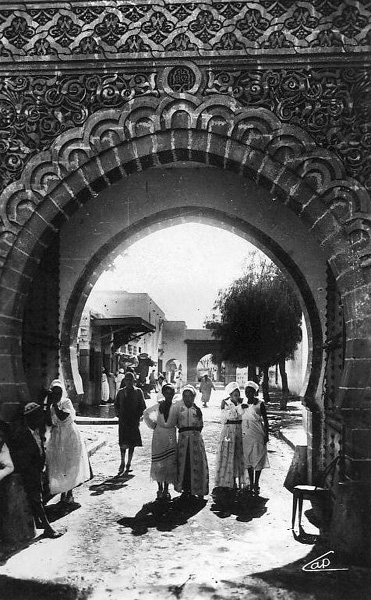
Les amies - Bousbir

Prostitution är olagligt i Marocko.  
Historiskt var prostitution starkt associerad med slaveri i Marocko. Islamisk lag förbjöd prostitution, men tillät män att utnyttja sina slavinnor sexuellt i enlighet med principen om konkubiner inom islam, och prostitution praktiserades genom att ett hallick sålde sin slavinna på bazaaren (slavmarknaden) till en manlig kund, som lämnade tillbaka henne, officiellt på grund av missnöje, sedan han hade haft samlag med henne; detta var en form av prostitution som var laglig och accepterad.
Under första hälften av 1900-talet avvecklades slaveriet i Marocko gradvis genom att slavägare frigav sina slavar under franskt kolonialt tryck. De flesta slavar vid denna tid var kvinnor; om de inte omhändertogs av sina förra ägare eller någon annan familj i utbyte mot hushållstjänster som att laga mat, kunde de livnära sig i välgörenhetsinstitutioner, som arata (rituella inbjudare), kokerskor eller prostituerade, då under sin tid som slavinnor ofta exploaterats sexuellt. 
Under den franska kolonialtiden (1912–1956) infördes samma system av reglementerad prostitution som användes i Frankrike, med licensierade bordeller och registrerade prostituerade, som underkastades regelbundna medicinska undersökningar. Fransmännen inrättade flera bordelldistrikt. Prostitution förblev lagligt efter landets självständighet 1956. 
Prostitution förbjöds i Marocko på 1970-talet. 
Marocko är en destination för illegal människohandel för sexuella ändamål. 